# Windenreute
Windenreute é um bairro de Emmendingen em Baden-Württemberg, Alemanha. Desde 1971 é um bairro da cidade Emmendingen, mas tem a sua própria administração local. Tem cerca de 1 695 habitantes.
Windenreute está localizado no nordeste da Brisgóvia diretamente a leste do núcleo da cidade Emmendingen e nas imediações do castelo Hochburg. Foi mencionado pela primeira vez como "Winedoriuti" num documento escrito do mosteiro Todos os Santos de Schaffhausen do ano 1094. Por outro lado, o radical "reute" refere-se à atividade de desflorestamento que já tinha iniciado a partir do século X.